# Eupithecia indecora
Eupithecia indecora är en fjärilsart som beskrevs av András Vojnits 1981. Eupithecia indecora ingår i släktet Eupithecia och familjen mätare. Inga underarter finns listade i Catalogue of Life.